# Guanabacoa
Guanabacoa, també coneguda com la Villa de Pepe Antonio és un municipi de Cuba, província de l'Havana, cap del partit judicial del seu nom, situat a la costa del golf de Mèxic des de la boca oriental del riu Cojimar fins l'estuari de la Boca Negra.
De territori molt trencat, malgrat que no té muntanyes gaire elevades i el banyen corrents de poca importància com el Martín Pérez, el Cojimar i el Bacuranao. Està unida a la capital de la República per un ferrocarril, línies de vapors i bona carretera. Té un bon servei telefònic, Jutjats de primera instància i correccional, i banda de música municipal, Hospital civil; nombroses escoles de primera ensenyança, guarderies i col·legis, entre ells tres de segona ensenyança instal·lats en el que fou convent de Sant Domingo; tres asils d'ancians sostinguts pel Govern, dues estacions de ferrocarril i diversos hotels. Hi ha uns banys termals administrats pel municipi.
Entre les seves esglésies s'hi troben un bon temple parroquial, les dels convents de Sant Francesc, Sant Domènec i Sant Vicenç i una de presbiteriana.
S'hi publiquen diversos diaris i la vida social abans de la Revolució estava representada pel Casino Espanyol, Centre Asturià, Centre de propietaris, Sociedad Cubana de Recreo, Liceu Artístic i Literari, i d'altres entitats.

## Economia i indústria
Les seves principals produccions són fruites, farratja i hortalisses, hi abunda el bestiar vacu i cavallar i en el seu terme existeixen jaciments de coure, carbó i carbó de pedra.
La indústria està representada per tallers de foneria i manufactures del sucre, calçat, cava, xocolata, embotits, explosius, pastes per a sopa, granit artificial, mosaics, nines, cigars, espelmes i vinagre.

## La vila
Els carrers antics de Guanabacoa pequen d'irregulars i tortuoses; però la part moderna de la ciutat és regular i ben construïda. En general estan orientades de nord a sud i entre els seus edificis destaca el Palau Municipal, a més del Col·legi dels Escolapis.
Els voltants de la població són molt pintorescs i l'agregat de Cojimar és un punt molt concorregut per prendre els banys de mar.